# Liste der Krater des Erdmondes/C
| Name        | Benannt nach | Lage                        | Mittlerer Durchmesser (km) | Name gültig seit |
| ----------- | --- | --------------------------- | -------------------------- | ---------------- |
| C. Herschel | Caroline Herschel | 34° 30′ 0″ N, 31° 12′ 0″ W  | 13                         | 1935             |
| C. Mayer    | Christian Mayer | 63° 12′ 0″ N, 17° 18′ 0″ O  | 38                         | 1935             |
| Cabannes    | Jean Cabannes, französischer Physiker                                                                                           | 61,24° S, 170,21° W         | 81,3                       | 1970             |
| Cabeus      | Niccolò Cabeo | 84° 54′ 0″ S, 35° 30′ 0″ W  | 98                         | 1935             |
| Cailleux    | André Cailleux, französischer Geologe                                                                                           | 60,41° S, 153,5° O          | 52,85                      | 1997             |
| Cai Lun     | Cai Lun, chinesischer Erfinder                                                                                                  | 80,12° N, 113,66° O         | 44,89                      | Aug 2, 2010      |
| Cajal       | Santiago Ramon y Cajal, spanischer Arzt und Nobelpreisträger                                                                    | 12,59° N, 31,08° O          | 8,57                       | 1973             |
| Cajori      | Florian Cajori, amerikanischer Mathematiker                                                                                     | 47,67° S, 168,7° O          | 74,65                      | 1970             |
| Calippus    | Kallippos von Kyzikos, griechischer Astronom                                                                                    | 38,92° N, 10,72° O          | 34,03                      | 1935             |
| Cameron     | Robert Curry Cameron, amerikanischer Astronom                                                                                   | 6,19° N, 45,93° O           | 10,91                      | 1973             |
| Campanus    | Giovanni Campano | 28° 0′ 0″ S, 27° 48′ 0″ W   | 48                         | 1935             |
| Campbell    | Leon Campbell und William Wallace Campbell, amerikanische Astronomen                                                            | 45,57° N, 152,91° O         | 222,48                     | 1970             |
| Cannizzaro  | Stanislao Cannizzaro, italienischer Chemiker                                                                                    | 55,5° N, 99,73° W           | 54,51                      | 1970             |
| Cannon      | Annie Jump Cannon, amerikanischer Astronom                                                                                      | 19,88° N, 81,36° O          | 57,58                      | 1964             |
| Cantor      | Georg Cantor Moritz Cantor | 38° 12′ 0″ N, 118° 36′ 0″ O | 81                         | 1970             |
| Capella     | Martianus Capella | 7° 30′ 0″ S, 35° 0′ 0″ O    | 49                         | 1935             |
| Capuanus    | Francesco Capuano di Manfredonia, italienischer Astronom                                                                        | 34,09° S, 26,73° W          | 59,69                      | 1935             |
| Cardanus    | Gerolamo Cardano | 13° 12′ 0″ N, 72° 30′ 0″ W  | 49                         | 1935             |
| Carlini     | Francesco Carlini, italienischer Astronom                                                                                       | 33,75° N, 24,12° W          | 10,66                      | 1935             |
| Carlos      | Carlos, spanischer Männername                                                                                                   | 24,91° N, 2,28° O           | 4,67                       | 1976             |
| Carmichael  | Leonard Carmichael, amerikanischer Psychologe                                                                                   | 19,53° N, 40,36° O          | 19,73                      | 1973             |
| Carnot      | Nicolas Léonard Sadi Carnot, französischer Physiker                                                                             | 52,09° N, 144,2° W          | 126,06                     | 1970             |
| Carol       | Carol, lateinischer Frauenname                                                                                                  | 8,48° N, 122,37° O          | 6,25                       | 1979             |
| Carpenter   | James Carpenter Edwin Francis Carpenter                                                                                         | 69° 24′ 0″ N, 50° 54′ 0″ W  | 59                         | 1935             |
| Carrel      | Alexis Carrel | 10° 42′ 0″ N, 26° 42′ 0″ O  | 15                         | 1979             |
| Carrillo    | Nabor Carrillo Flores, mexikanischer Bodeningenieur                                                                             | 2,11° S, 80,96° O           | 17,85                      | 1979             |
| Carrington  | Richard Christopher Carrington                                                                                                  | 44° 0′ 0″ N, 62° 6′ 0″ O    | 30                         | 1935             |
| Cartan      | Élie Joseph Cartan, französischer Mathematiker                                                                                  | 4,24° N, 59,29° O           | 15,62                      | 1976             |
| Carver      | George Washington Carver | 43° 0′ 0″ S, 126° 54′ 0″ O  | 59                         | 1970             |
| Casatus     | Paolo Casati | 72° 48′ 0″ S, 29° 30′ 0″ W  | 108                        | 1935             |
| Cassegrain  | Laurent Cassegrain | 52° 24′ 0″ S, 113° 30′ 0″ O | 55                         | 1970             |
| Cassini     | Giovanni Domenico Cassini Jacques Cassini                                                                                       | 40° 12′ 0″ N, 4° 36′ 0″ O   | 56                         | 1935             |
| Catalán     | Miguel Antonio Catalán, spanischer Spektroskopiker                                                                              | 45,7° S, 87,37° W           | 26,77                      | 1970             |
| Catharina   | Heilige Katharina von Alexandrien                                                                                               | 18° 6′ 0″ S, 23° 24′ 0″ O   | 104                        | 1935             |
| Cauchy      | Augustin Louis Cauchy | 9° 36′ 0″ N, 38° 36′ 0″ O   | 12                         | 1935             |
| Cavalerius  | Bonaventura Cavalieri | 5° 6′ 0″ N, 66° 48′ 0″ W    | 57                         | 1935             |
| Cavendish   | Henry Cavendish | 24° 30′ 0″ S, 53° 42′ 0″ W  | 56                         | 1935             |
| Caventou    | Joseph Bienaimé Caventou, französischer Chemiker und Pharmakologe                                                               | 29,74° N, 29,38° W          | 2,8                        | 1976             |
| Cayley      | Arthur Cayley, britischer Astronom und Mathematiker                                                                             | 3,94° N, 15,09° O           | 14,2                       | 1935             |
| Celsius     | Anders Celsius | 34° 6′ 0″ S, 20° 6′ 0″ O    | 36                         | 1935             |
| Censorinus  | Censorinus | 0° 24′ 0″ S, 32° 42′ 0″ O   | 3                          | 1935             |
| Cepheus     | Kepheus | 40° 48′ 0″ N, 45° 48′ 0″ O  | 39                         | 1935             |
| Chacornac   | Jean Chacornac, französischer Astronom                                                                                          | 29,88° N, 31,67° O          | 50,44                      | 1935             |
| Chadwick    | Sir James Chadwick, britischer Physiker                                                                                         | 52,85° S, 101,34° W         | 29,74                      | 1985             |
| Chaffee     | Roger Bruce Chaffee, amerikanischer Luftfahrtingenieur und Astronaut                                                            | 39,06° S, 154,63° W         | 51,75                      | 1970             |
| Challis     | James Challis, britischer Astronom, Mathematiker und Physiker                                                                   | 79,58° N, 9,09° O           | 53,21                      | 1935             |
| Chalonge    | Daniel Chalonge, französischer Astronom                                                                                         | 20,44° S, 116,35° W         | 25,08                      | 1985             |
| Chamberlin  | Thomas Chrowder Chamberlin, amerikanischer Geologe                                                                              | 58,83° S, 96,04° O          | 60,41                      | 1970             |
| Champollion | Jean-François Champollion | 37° 24′ 0″ N, 175° 12′ 0″ O | 58                         | 1970             |
| Chandler    | Seth Carlo Chandler, amerikanischer Astronom                                                                                    | 43,65° N, 171,76° O         | 88,6                       | 1970             |
| Chang Heng  | Chang Heng, chinesischer Astronom                                                                                               | 18,9° N, 112,21° O          | 42,65                      | 1970             |
| Chang-Ngo   | Chang-Ngo, chinesischer Frauenname                                                                                              | 12,69° S, 2,16° W           | 2,34                       | 1976             |
| Chant       | Clarence Augustus Chant, kanadischer Astronom und Physiker                                                                      | 40,14° S, 109,46° W         | 33,6                       | 1970             |
| Chaplygin   | Sergei Alexejewitsch Tschaplygin, sowjetischer Mathematiker und Ingenieur                                                       | 5,76° S, 150,24° O          | 123,39                     | 1970             |
| Chapman     | Sydney Chapman, britischer Geophysiker                                                                                          | 50,09° N, 100,47° W         | 76,83                      | 1970             |
| Chappe      | Jean Chappe d’Auteroche | 61° 12′ 0″ S, 91° 30′ 0″ W  | 59                         | 1994             |
| Chappell    | James Frederick Chappell, amerikanischer Astronom                                                                               | 54,53° N, 176,77° W         | 73,92                      | 1970             |
| Charles     | Charles, französischer Männername                                                                                               | 29,9° N, 26,37° W           | 1,34                       | 1976             |
| Charlier    | Carl Charlier, schwedischer Astronom                                                                                            | 36,22° N, 131,69° W         | 109,88                     | 1970             |
| Chaucer     | Geoffrey Chaucer | 3° 42′ 0″ N, 140° 0′ 0″ W   | 45                         | 1970             |
| Chauvenet   | William Chauvenet, amerikanischer Astronom und Mathematiker                                                                     | 11,64° S, 137,2° O          | 77,67                      | 1970             |
| Chawla      | Kalpana Chawla, amerikanische Astronautin indischer Herkunft, Spezialist der Raumfähre Columbia                                 | 42,48° S, 147,49° W         | 14,25                      | 2006             |
| Chebyshev   | Pafnuti Lwowitsch Tschebyschow, russischer Mathematiker                                                                         | 34,01° S, 132,88° W         | 179,05                     | 1970             |
| Chernyshev  | Nikolai Gawrilowitsch Tschernyschew, sowjetischer Raketentechniker                                                              | 47,01° N, 174,41° O         | 59,31                      | 1970             |
| Chevallier  | Temple Chevallier | 44° 54′ 0″ N, 51° 12′ 0″ O  | 52                         | 1935             |
| Ching-Te    | Ching-Te, chinesischer Männername                                                                                               | 20,02° N, 29,97° O          | 3,7                        | 1976             |
| Chladni     | Ernst Florens Friedrich Chladni                                                                                                 | 4° 0′ 0″ N, 1° 6′ 0″ O      | 13                         | 1935             |
| Chrétien    | Henri Chrétien, französischer Mathematiker und Astronom                                                                         | 46,11° S, 162,99° O         | 98,63                      | 1970             |
| Christel    | deutscher Frauenname | 24° 30′ 0″ N, 11° 0′ 0″ O   | 2                          |                  |
| Cichus      | Cecco d’Ascoli | 33° 18′ 0″ S, 21° 6′ 0″ W   | 40                         | 1935             |
| Clairaut    | Alexis-Claude Clairaut, französischer Mathematiker                                                                              | 47,84° S, 13,86° O          | 76,89                      | 1935             |
| Clark       | Alvan Clark | 38,67° S, 119,35° O         | 52,11                      | 1970             |
| Clausius    | Rudolf Julius Emmanuel Clausius                                                                                                 | 36° 54′ 0″ S, 43° 48′ 0″ W  | 24                         | 1935             |
| Clavius     | Christophorus Clavius | 58° 48′ 0″ S, 14° 6′ 0″ W   | 245                        | 1935             |
| Cleomedes   | Kleomedes, griechischer Astronom                                                                                                | 27,6° N, 55,5° O            | 130,77                     | 1935             |
| Cleostratus | Kleostratos von Tenedos, griechischer Astronom                                                                                  | 60,32° N, 77,4° W           | 63,23                      | 1935             |
| Clerke      | Agnes Mary Clerke, britische Astronomin                                                                                         | 21,68° N, 29,8° O           | 6,66                       | 1973             |
| Coblentz    | William Coblentz, amerikanischer Physiker und Astronom                                                                          | 38,09° S, 126,65° O         | 32,66                      | 1970             |
| Cockcroft   | Sir John Douglas Cockcroft, britischer Kernphysiker und Nobelpreisträger                                                        | 31,09° N, 162,91° W         | 92,16                      | 1970             |
| Collins     | Michael Collins, amerikanischer Astronaut                                                                                       | 1,3° N, 23,71° O            | 2,58                       | 1970             |
| Colombo     | Christoph Kolumbus | 15° 6′ 0″ S, 45° 48′ 0″ O   | 76                         | 1935             |
| Compton     | Arthur Holly Compton amerikanischer Physiker und Nobelpreisträger, und sein Bruder Karl Taylor Compton, amerikanischer Physiker | 55,86° N, 104,05° O         | 164,63                     | 1970             |
| Comrie      | Leslie John Comrie, britischer Astronom                                                                                         | 23,39° N, 113,17° W         | 59,25                      | 1970             |
| Comstock    | George Cary Comstock, amerikanischer Astronom                                                                                   | 21,59° N, 122,05° W         | 73,23                      | 1970             |
| Condon      | Edward Uhler Condon, amerikanischer Physiker                                                                                    | 1,87° N, 60,36° O           | 34,85                      | 1976             |
| Condorcet   | Jean de Condorcet | 12° 6′ 0″ N, 69° 36′ 0″ O   | 74                         | 1935             |
| Congreve    | Sir William Congreve, britischer Raketeningenieur und Erfinder                                                                  | 0,28° S, 167,84° W          | 57,61                      | 1970             |
| Conon       | Konon von Samos | 21° 36′ 0″ N, 2° 0′ 0″ O    | 21                         | 1935             |
| Cook        | James Cook | 17° 30′ 0″ S, 48° 54′ 0″ O  | 46                         | 1935             |
| Cooper      | John Cobb Cooper, amerikanischer Jurist und Wissenschaftler                                                                     | 52,68° N, 175,92° O         | 51,87                      | 1970             |
| Copernicus  | Nicholas Copernicus | 9° 42′ 0″ N, 20° 6′ 0″ W    | 93                         | 1935             |
| Cori        | Gerty Theresa Radnitz Cori, österreichisch-US-amerikanische Biochemikerin und Nobelpreisträgerin                                | 50,48° S, 152,91° W         | 67,22                      | 1979             |
| Coriolis    | Gaspard-Gustave de Coriolis, französischer Physiker                                                                             | 0,56° N, 171,8° O           | 78,56                      | 1970             |
| Couder      | André Couder, französischer Astronom                                                                                            | 4,9° S, 92,58° W            | 18,56                      | 1985             |
| Coulomb     | Charles-Augustin de Coulomb, französischer Physiker                                                                             | 54,46° N, 115° W            | 89,72                      | 1970             |
| Courtney    | englischer Frauen- und Männername                                                                                               | 25° 6′ 0″ N, 30° 48′ 0″ W   | 1                          | 1976             |
| Cremona     | Luigi Cremona, italienischer Mathematiker                                                                                       | 67,24° N, 90,86° W          | 85,12                      | 1964             |
| Crile       | George Washington Crile, amerikanischer Arzt                                                                                    | 14,21° N, 45,98° O          | 9,3                        | 1976             |
| Crocco      | Gaetano Arturo Crocco, italienischer Luftfahrtingenieur                                                                         | 46,98° S, 150,51° O         | 67,5                       | 1970             |
| Crommelin   | Andrew Crommelin, britischer Astronom                                                                                           | 67,46° S, 147,95° W         | 93,48                      | 1970             |
| Crookes     | Sir William Crookes, britischer Physiker und Chemiker                                                                           | 10,4° S, 165,1° W           | 48,25                      | 1970             |
| Crozier     | Francis Crozier | 13° 30′ 0″ S, 50° 48′ 0″ O  | 22                         | 1935             |
| Crüger      | Peter Crüger, deutscher Mathematiker                                                                                            | 16,68° S, 66,96° W          | 45,94                      | 1935             |
| Ctesibius   | Ktesibios, ägyptischer Physiker                                                                                                 | 0,83° N, 118,75° O          | 32,1                       | 1976             |
| Curie       | Pierre Curie, französischer Physiker, Chemiker und Nobelpreisträger                                                             | 23,05° S, 92,28° O          | 138,87                     | 1970             |
| Curtis      | Heber Doust Curtis, amerikanischer Astronom                                                                                     | 14,57° N, 56,79° O          | 2,88                       | 1973             |
| Curtius     | Albert Curtz | 67° 12′ 0″ S, 4° 24′ 0″ O   | 95                         | 1935             |
| Cusanus     | Nikolaus von Kues | 72° 0′ 0″ N, 70° 48′ 0″ O   | 63                         | 1935             |
| Cuvier      | Georges Cuvier | 50° 18′ 0″ S, 9° 54′ 0″ O   | 75                         | 1935             |
| Cyrano      | Savinien Cyrano de Bergerac | 20° 30′ 0″ S, 157° 42′ 0″ O | 80                         | 1970             |
| Cyrillus    | Cyril von Alexandria | 13° 12′ 0″ S, 24° 0′ 0″ O   | 98                         | 1935             |
| Cysatus     | Johann Baptist Cysat | 66° 12′ 0″ S, 6° 6′ 0″ W    | 48                         | 1935             |